# 海峡 (1981年のテレビドラマ)
『海峡』（かいきょう）は、NHK総合テレビの「ドラマ人間模様」枠で1981年10月11日から11月8日まで放送された連続ドラマ。全5回。環境汚染により漁業継続の困難に直面した港町を舞台とした作品。NHKアーカイブスで閲覧可能となっている。

## キャスト
- 国丹勝年 - 井川比佐志[2]
- 国丹道子 - 藤真利子
- 江波杏子
- 北村和夫
- 宮口精二
- 千石規子
- 熊谷美由紀
- 下館岩男 - 藤岡弘　ほか

## スタッフ
- 作 - 中島丈博
- 音楽 - 冨田勲
- 方言指導 - 小比類巻孝一、赤坂淑子、倉田秀人